# Kalijev acetat
Kalijev acetat je kalijeva sol ocetne kisline s formulo CH3COOK. 

## Pridobivanje
Kalijev acetat se lahko pripravi z nevtralizacijo bazične kalijeve spojine, na primer kalijevega hidroksida ali karbonata, z ocetno kislino:
CH3COOH + KOH → CH3COOK + H2O
Iz raztopine izkristalizira kot seskvihidrat (CH3COOK•1½H2O), ki se pri 41,3 °C pretvori v polhidrat (CH3COOK•½H2O). Spojina se mora hraniti v dobro zaprti posodi v hladnem prostoru brez virov vžiga in oksidantov.

## Uporaba
Kalijev acetat je katalizator  proizvodnji poliuretanov. Uporablja se lahko kot sredstvo za odmrzovanje namesto drugih kloridnih soli, na primer kalcijevega ali magnezijevega klorida. Njegova prednost je majhna korozivnost, kar se izkorišča predvsem na letališčih vzletnih stezah, slabost pa višja cena. Uporaben je tudi za gašenje požarov (razred K), ker ohladi mesto požara in na gorečih oljih tvori zaščitno skorjo.

### Zgodovinska raba
Kalijev acetat se je sprva uporabljal za pripravo tako imenovane Cadetove kadeče se tekočine, ki je vsebovala prvi sintetični organokovinski spojini – kakodil in kakodil oksid. Uporabljal se je tudi kot diuretik in sredstvo za alkaliziranje sečil, ker po absorpciji v telesnih tekočinah deluje alkalno. 

### Aditiv
Kalijev cetat kot prehranski dodatek deluje kot konzervans in regulator kislosti. V Evropski skupnosti ima oznako E261. Njegova uporaba je odobrena tudi v Združenih državah Amerike in Avstraliji.   Podobno deluje tudi kalijev hidrogen diacetat (KH(OOCCH3)2 , CAS 4251-29-0), ki ima enako E oznako. 

### Medicina in biokemija
V medicini se zaradi sposobnosti, da se razgradi v bikarbonat in pomaga nevtralizirati acidoze, uporablja kot del nadomestnih protokolov za zdravljenje diabetične ketoacidoze.
V molekularni biologiji se uporablja za obarjanje dodecil sulfata (DS) in na DS-vezanih proteinov, ki omogoča odstranitev proteinov iz DNK. Uporablja se tudi kot sol za etanolsko obarjanje DNK.
V zmeseh se uporablja za ohranjanje, fiksiranje in mumificiranje tkiv. Večina muzejev uporablja metodo, ki temelji na formaldehidu, katerega je že leta 1897 priporočil Kaiserling, z dodatkom kalijevega acetata.  Z namakanjem v kopeli, ki je vsebovala kalijev acetat, je bila pripravljena Leninova mumija.

## Skici
1. 1 2 3 4 5  Properties of substance: potassium acetate Arhivirano 2014-05-18 na Wayback Machine..
2. ↑  Seidell, Atherton; Linke, William F. (1952). Solubilities of Inorganic and Organic Compounds. Van Nostrand.
3. 1 2  Acetic acid, potassium salt Arhivirano 2017-04-20 na Wayback Machine..
4. 1 2  Potassium acetate.
5. ↑  H. Cheung, R.S. Tanke, G.P. Torrence. Acetic Acid. Ullmann's Encyclopedia of Industrial Chemistry, 2005. Wiley-VCH, Weinheim. doi: 10.1002/14356007.a01_045.
6. ↑  Current EU approved additives and their E Numbers. UK Food Standards Agency. Pridobljeno 27. oktobra 2011.
7. ↑  Listing of Food Additives Status Part II. US Food and Drug Administration. Pridobljeno  27. oktobra 2011.
8. ↑   Standard 1.2.4 - Labelling of ingredients. Australia New Zealand Food Standards Code. Pridobljeno  27. oktobra 2011.
9. ↑  D. Ulmer (1994). Fixation. The Key to Good Tissue Preservation Arhivirano 2012-09-07 na Wayback Machine.. Journal of the International Society for Plastination 8 (1): 7-10.
10. ↑  A. Nagorski. The Greatest Battle. Simon and Schuster, 2007, str. 53.